# Hiroki Tanaka
Hiroki Tanaka (田中 寛己 Tanaka Hiroki?), född 25 maj 1991 i Kanagawa prefektur, är en japansk fotbollsspelare.
Tanaka började sin karriär 2014 i Kataller Toyama. 2016 flyttade han till Maruyasu Okazaki.